# 朝紅龍琢馬
朝紅龍 琢馬（あさこうりゅう たくま、1998年9月24日 - ）は、大阪府四條畷市出身で、高砂部屋所属の現役大相撲力士。本名は石崎 拓馬（いしざき たくま）。身長177.0cm、体重125kg、血液型はA型。最高位は西前頭12枚目（2025年7月場所）。弟の石崎涼馬も同じ高砂部屋に所属している力士である。

## 来歴
四條畷市立くすのき小学校3年次に初心者による相撲大会に出場したが初戦で敗れ、これに激怒した母親に「スイッチが入った」ことにより、地元の四条畷相撲連盟で相撲を始めることになった。幼少期は相撲以外にレスリングや空手の指導も受けた。
幼少期に母の課した稽古は非常に厳しく、腕立て伏せは毎日1300回やらされ、サンドバッグまで買って当たりの稽古を行い、動きが悪いと姉にステッキで殴られた。ある時父は余りのスパルタ指導を見かねて怒り出して止めに入ったが、気付けば父と石崎は一緒になって怒られていた。
中学校からは明徳義塾中学校・高等学校へ進学し、中学3年次に全国都道府県中学生相撲選手権大会団体優勝・全国中学校相撲選手権大会個人3位、高校2年次に国民体育大会相撲競技少年の部個人3位などの実績を残した。高校卒業後は日本体育大学スポーツ文化学部武道教育学科に進学し、1年次に東日本学生相撲選手権大会115kg未満級で優勝、2年次に全日本選手権ベスト16、相撲部主将を務めた4年次に学生選手権3位などの実績を残した。
大学卒業後は、明徳義塾高校OBの8代高砂（元関脇・朝赤龍）が師匠を務めている縁で高砂部屋に入門した。相撲部の主将を務めていた関係で卒業式への出席を優先したため、初土俵は卒業後の2021年5月場所で踏んだ。学生選手権3位の実績から三段目最下位（100枚目）格付出での初土俵となり、この場所は7戦全勝で三段目付出の力士としては史上3人目となる三段目優勝を果たした。幕下に昇進した翌7月場所も6連勝スタートとしたが、7番相撲で北青鵬に敗れて幕下優勝を逃し、初土俵以来の連勝が13でストップした。
2023年7月場所は東幕下5枚目まで番付を上げ5勝2敗と勝ち越し、「新十両昇進確実」と報じられ、場所後の番付編成会議で、9月場所の新十両昇進が正式に発表された。四條畷市からの関取昇進は史上初。新十両を機に、四股名を「朝紅龍」に改名した。「朝紅」は「あさやけ」と読むことができ、どんな困難も乗り越えられるようにという意味が込められている。このとき大の里と高橋（後の白熊）が同時に十両昇進したが、同じ場所で同一大学から3人新十両が誕生するのは大相撲史上初となった。9月場所は7勝8敗でこの場所で新十両を果たした4人のうち、唯一の負け越しとなった。2024年3月場所は前半絶好調で、中日の白熊戦での不戦勝も手伝って中日勝ち越しを決め、同時点で十両優勝争いの単独トップに立っていた。7月場所は初日から4連勝し、5日目も剣翔に速攻の攻めで四つになったものの、うっちゃられて連勝がストップした。東十両8枚目の地位で土俵に上がった9月場所は11勝4敗の好成績で、11月場所で新入幕を果たした。上がれるかどうか微妙な星での新入幕であったため、本人は新入幕会見で「まさか上がれるとは。期待していなかったので、驚きと喜びが半分ずつ」と語った。
新入幕の場所は6勝9敗と負け越したため、1場所で十両へ陥落したが、1場所で幕内に返り咲き。幕内通算3場所目となった2025年5月場所で、幕内では初めての勝ち越しを果たした。同年9月場所では弟の石崎改め朝翠龍が十両に昇進し、史上24組目の兄弟関取になる。

## エピソード
- 2023年9月場所前は鍛え上げられた筋肉が話題となった[17]。
- 十両昇進を機に深緑の締め込みを使うようになった[17]。
- 2023年9月8日、世田谷区の母校・日体大で行われた化粧廻し贈呈式に高橋、大の里と共に参加。大の里に対して後輩いじりをする場面があった[18]。
- 好物は部屋の鶏もも肉の甘辛揚げ[19]。

## 主な成績
2025年7月場所終了現在

### 通算成績
- 通算成績：155勝120敗3休（26場所）
- 幕内成績：28勝32敗（4場所）

### 各段優勝
- 三段目優勝：1回（2021年5月場所）

### 場所別成績
| | 一月場所 初場所（東京） | 三月場所 春場所（大阪） | 五月場所 夏場所（東京）    | 七月場所 名古屋場所（愛知） | 九月場所 秋場所（東京） | 十一月場所 九州場所（福岡） |
| --- | ----------------------- | ----------------------- | -------------------------- | --------------------------- | ----------------------- | --------------------------- |
| 2021年 （令和3年） | x                       | x                       | 三段目付出100枚目 優勝 7–0 | 西幕下56枚目 6–1            | 東幕下25枚目 5–2        | 西幕下15枚目 3–4            |
| 2022年 （令和4年） | 東幕下23枚目 1–3–3      | 東幕下51枚目 4–3        | 東幕下40枚目 5–2           | 東幕下26枚目 5–2            | 西幕下16枚目 5–2        | 東幕下8枚目 5–2             |
| 2023年 （令和5年） | 西幕下筆頭 2–5          | 西幕下7枚目 3–4         | 東幕下11枚目 5–2           | 東幕下5枚目 5–2             | 西十両13枚目 7–8        | 西十両13枚目 9–6            |
| 2024年 （令和6年） | 東十両9枚目 8–7         | 東十両8枚目 9–6         | 西十両4枚目 7–8            | 西十両4枚目 6–9             | 東十両8枚目 11–4        | 東前頭17枚目 6–9            |
| 2025年 （令和7年） | 西十両2枚目 9–6         | 東前頭16枚目 6–9        | 西前頭17枚目 10–5          | 西前頭12枚目 6–9            | x                       | x                           |
| 各欄の数字は、「勝ち-負け-休場」を示す。 優勝 引退 休場 十両 幕下 三賞：敢=敢闘賞、殊=殊勲賞、技=技能賞 その他：★=金星 番付階級：幕内 - 十両 - 幕下 - 三段目 - 序二段 - 序ノ口 幕内序列：横綱 - 大関 - 関脇 - 小結 - 前頭（「#数字」は各位内の序列） |                         |                         |                            |                             |                         |                             |

## 幕内対戦成績
2025年7月場所終了現在
| 力士名   | 勝数 | 負数 | 力士名   | 勝数 | 負数 | 力士名 | 勝数 | 負数 | 力士名   | 勝数 | 負数 |
| -------- | ---- | ---- | -------- | ---- | ---- | ------ | ---- | ---- | -------- | ---- | ---- |
| 安青錦   | 1    | 0    | 熱海富士 | 1    | 1    | 遠藤   | 0    | 2    | 阿武剋   | 2    | 1    |
| 嘉陽     | 1    | 1    | 草野     | 0    | 1    | 琴栄峰 | 1    | 0    | 琴勝峰   | 1    | 0    |
| 佐田の海 | 4    | 0    | 獅司     | 1    | 2    | 正代   | 1    | 0    | 湘南乃海 | 1    | 2    |
| 白熊     | 0    | 1    | 隆の勝   | 0    | 2    | 宝富士 | 1    | 0    | 尊富士   | 0    | 1    |
| 玉正鳳   | 1    | 0    | 玉鷲     | 0    | 1    | 美ノ海 | 0    | 2    | 千代翔馬 | 1    | 1    |
| 時疾風   | 2    | 2    | 栃大海   | 1    | 0    | 翔猿   | 1    | 0    | 錦木     | 1    | 0    |
| 錦富士   | 0    | 1    | 伯桜鵬   | 0    | 1    | 藤ノ川 | 0    | 1    | 武将山   | 1    | 0    |
| 北勝富士 | 0    | 1    | 御嶽海   | 0    | 1    | 翠富士 | 0    | 2    | 明生     | 1    | 0    |
| 竜電     | 2    | 0    | 狼雅     | 1    | 1    | 若隆景 | 0    | 1    |          |      |      |

## 改名歴
- 石崎 拓馬（いしざき たくま）2021年5月場所 - 2023年7月場所
- 朝紅龍 琢馬（あさこうりゅう たくま）2023年9月場所 -